# Acta Physica Sinica
Acta Physica Sinica is een Chinees wetenschappelijk tijdschrift op het gebied van de natuurkunde.